# 134244 De Young
134244 De Young è un asteroide della fascia principale. Scoperto nel 2006, presenta un'orbita caratterizzata da un semiasse maggiore pari a 2,7243232 UA e da un'eccentricità di 0,1853205, inclinata di 7,66314° rispetto all'eclittica.